# 2015年8月香港

## 8月1日
- - 全國政協委員黃英豪、名媛徐子淇父親徐傳順和尹應能被廉政公署正式落案起訴，控告們在2007年涉就上市公司海域化工的重組，向該公司前執行董事提供一份出任顧問的服務合約，作為該執董協助順利收購的報酬。三人同被控一項向代理人提供利益罪名，涉嫌違反防止賄賂條例。[1]
  - 政府取消對南韓的紅色外遊警示，同時將「中東呼吸綜合症應變計劃」的應變級別，由「嚴重」下調至「戒備」。[2]
  - 退休警司朱經緯去年佔領行動期間在旺角揮舞警棍擊中途人一事，警務處行動處長劉業成表示，警方正慎重考慮監警會的意見，並決定向律政司索取意見。[3]

## 8月2日
瑪麗醫院完成全球首宗雙肝移植手術，一名急性肝衰竭病人接受兩名女兒各捐出一半肝臟，醫生團隊將兩邊肝合併後再移植，提高存活率。

## 8月3日

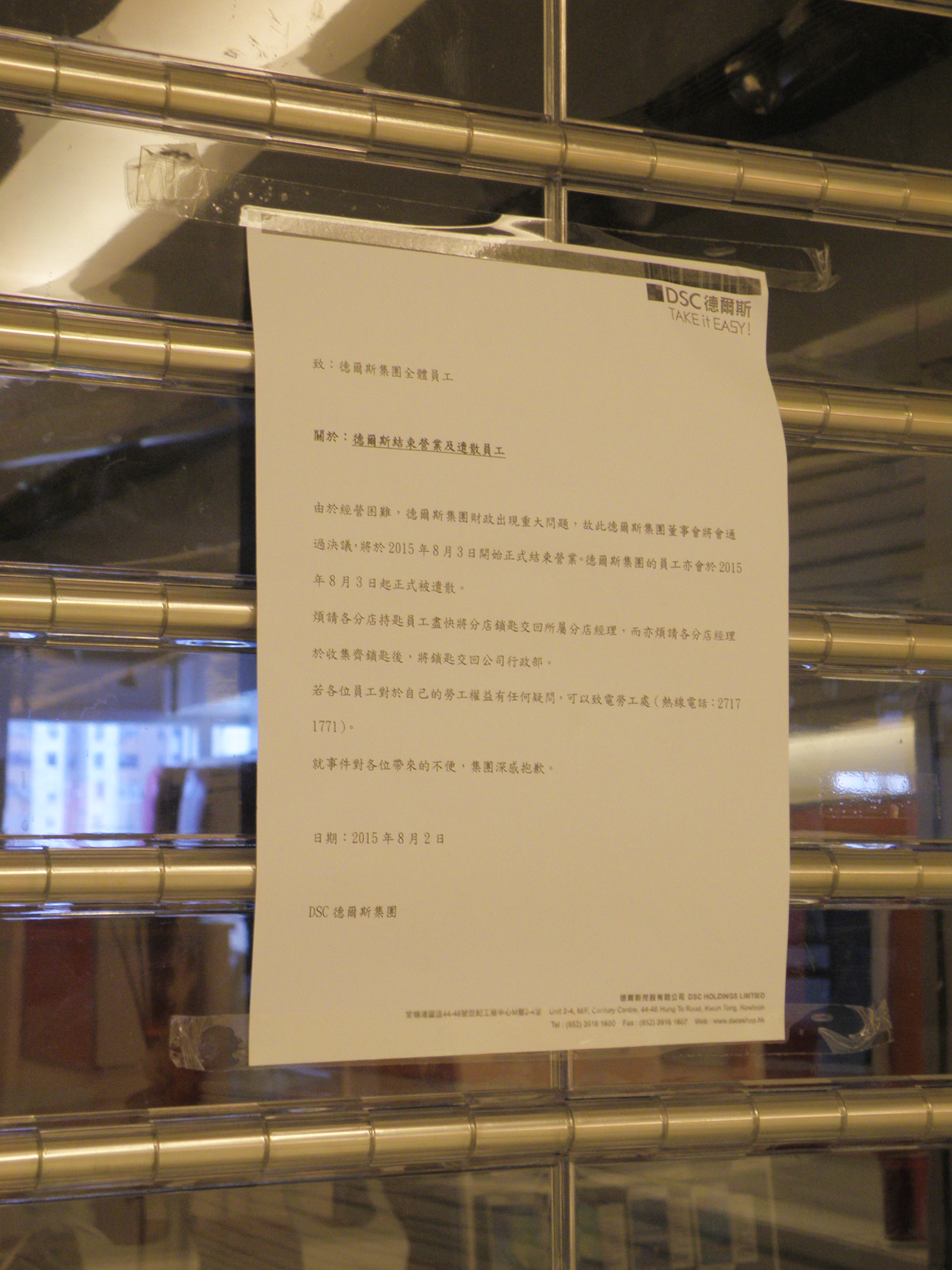
德爾斯結業通告

- - 連鎖傢俬電器直銷店DSC德爾斯全線結業，遣散員工達500人，欠薪近千萬元。不少員工紛紛向勞工處及工會求助，其中約50名員工在中午前分別到屯門及旺角勞工處求助。[5]
  - 本港先後發生多宗進食洪瑞珍三文治後食物中毒的個案，衞生防護中心化驗顯示其中6名受影響人士的糞便樣本對沙門氏菌呈陽性反應，食物安全中心宣佈即日起禁止三文治從台灣入口。[6]
  - 新城市廣場的《迷你兵團》展覽結束後，多個公仔都遭噴漆噴黑，引來大量網民關注，有人相信商場因為擔心公仔被偷，寧願自行毀壞它們，就像麵包店關門時將賣剩麵包弄爛一樣。有網民批評廣場浪費資源，認為大可捐給孤兒院或其他慈善機構，甚至作商業拍賣亦可，但不應就此送去堆填區。新城市廣場回覆傳媒查詢，解釋此舉與版權問題有關，為協議的既定程序。[7]

## 8月4日
繼周日銅鑼灣時代廣場有扶手電梯疑組件鬆脫發生「炒電梯」事故後，領匯旗下的大埔太和廣場亦發生扶手電梯「扯爛」嬰兒車車輪意外。嬰兒車兩個後輪膠圈「攝入」自動梯梳齒與梯級之間罅隙，被強力扯爛，幸車上嬰兒無受傷。事後商場職員暫時封閉肇事扶手電梯，等候檢查及維修。

## 8月5日
八達通公司宣佈近二百萬個持有第一代八達通的用戶，可以免費更換新卡，新卡可以用手機查閱交易紀錄及網上付款。市民可以到指定十個港鐵站、八達通服務站換卡。舊卡原有的餘額及大部分服務及優惠，例如自動增值服務、出入屋苑或學校系統等可以轉移至新卡。

## 8月6日
- - 政府宣布委任資深傳媒人梁家榮接替鄧忍光擔任廣播處長，月薪19萬，翌日履新。[10]
  - 《成報》停刊20天後復刊。[11]

## 8月8日
受超強颱風蘇迪羅外圍下沉氣流的嚴重影響，本港今日大致天晴酷熱並有煙霞，臭氧在區內迅速形成，微風亦不利污染物散去，香港天文台於香港天文台總部錄得攝氏36.3度，成為香港市區（尖沙咀一帶）自1885年有紀錄至今的最高氣溫，打破1900年8月19日及1990年8月18日所創下的36.1度。多區包括黃大仙、九龍城、深水埗、跑馬地、將軍澳、上水、元朗、石崗及北潭涌等更衝破37度，其中跑馬地錄得37.9度，為全港最熱地區，而將軍澳、上水、深水埗、黃大仙及跑馬地氣象站則破了各自的最高溫紀錄。

## 8月9日

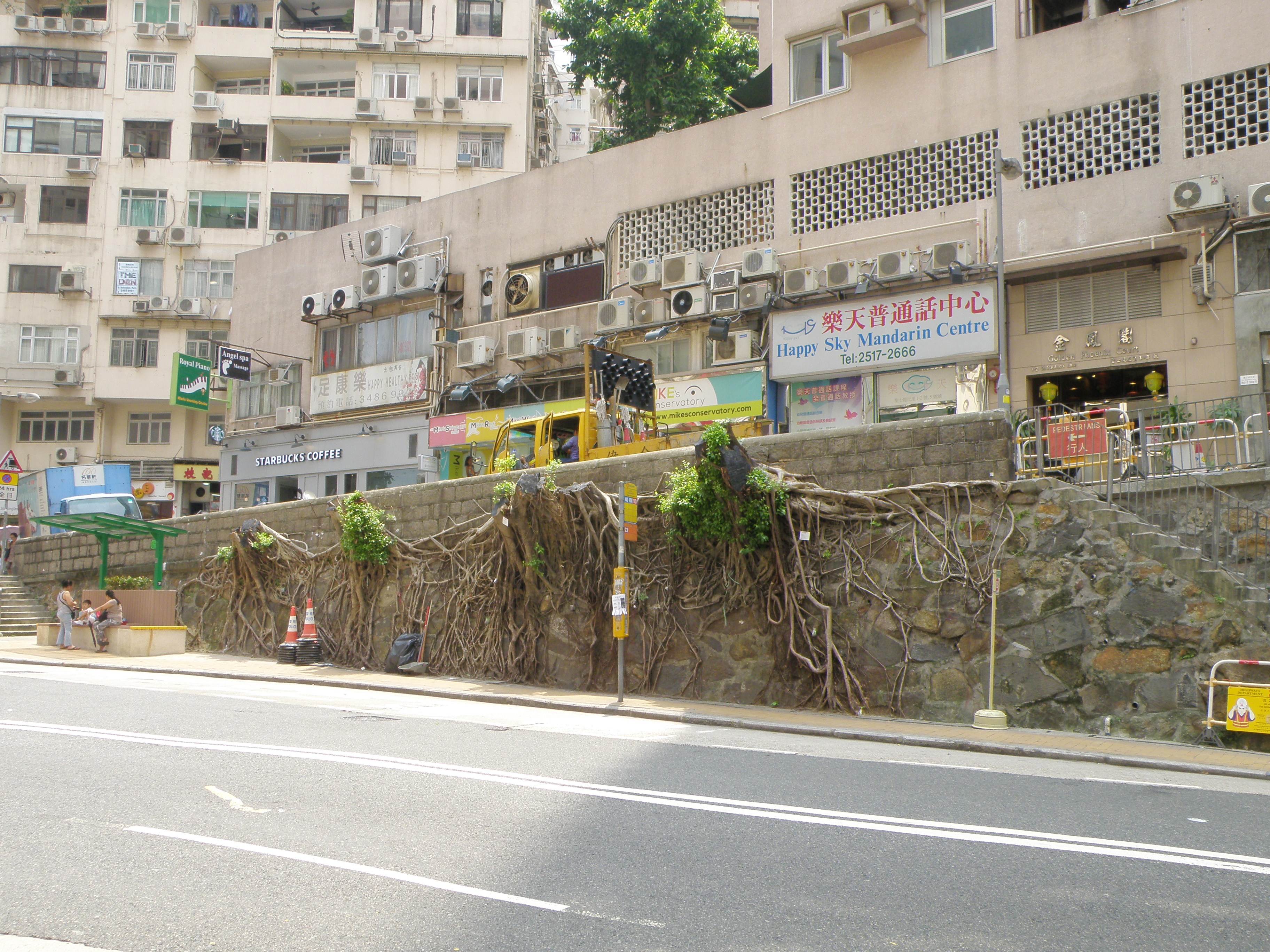
突遭砍掉的4棵老樹

- - 路政署以石牆裂縫增加有即時危險為由，在沒有諮詢公眾的情況下，突然斬去西區般咸道4棵石牆細葉榕，引起部分市民不滿，有團體於擋土牆旁集會，並在古樹「遺骸」掛上氣球及心意卡，表達對古樹的懷念。[17]
  - 特首梁振英接受新華社專訪，表示本港發展經濟必須放棄積極不干預的想法，適度有為引導和配合企業，又會研究成立專門機構，協助國家推動一帶一路戰略。[18]

## 8月10日
- - 內地著名歌唱家李遠榕被騙去2,000萬元，騙徒冒充香港郵政職員，指事主涉及內地一宗詐騙案，然後電話被轉駁到另一個自稱是人民檢察院檢察官及深圳公安局人員，對方要求事主分多次把逾二千萬元港幣，存到內地銀行的戶口。事主之後與家人商量後懷疑受騙，於是報警，案件暫時列作欺騙手段取得財產。但李遠榕兒子王憓則表示被騙的金額沒有報道那麼多。[19]
  - 早前結業傢俬電器連鎖店德爾斯，創辦人許明順和他妻子中午由上環港澳碼頭抵港時被警方拘捕，他們涉嫌與一宗串謀訛騙案有關。兩人晚上被押到警察總部協助調查。[20]

## 8月11日
- - 警方拘捕電召車程式公司Uber的5名司機，涉嫌非法載客取酬，探員又到Uber的長沙灣及中環總寫字樓搜證，拘捕3名男職員，並撿走多部電腦及文件等證物返署調查。[21]
  - 規劃署公佈全港工業用地檢討，報告指工業和商貿用地工廈空置率跌至3.5%及6%，加上物流業對存倉需求增加，故建議保留大部份工業用地，並將一幅原擬改作住宅的7.5公頃小瀝源用地保留作工業用途，亦建議改劃荃灣柴灣角及鴨脷洲西兩幅工業地作商貿用途，涉及46公頃土地。[22]

## 8月12日
舒適堡董事老闆陸毅強及妻子何玉華、2名管理人員及1名銷售人員被香港海關拘捕，涉嫌違反《商品說明條例》的威嚇性的營業行為條文，以威逼及誘騙的方式致使客人購買價值3.8萬港元的10年健身會籍。四人目前已獲准保釋候查。

## 8月14日
- - 《明報》前總編輯劉進圖遇襲案，高等法院陪審團一致裁定兩被告有意圖傷人及兩項盜竊罪成立。劉進圖強調案件打擊新聞自由，他相信裁決公正，又促請警方繼續追查主腦[24]。8月21日，兩名被告各被判入獄19年，法官判刑時斥責有關行為挑戰法治，強調香港幸好有新聞自由，記者為低下階層發聲應受到法律保護，而且採訪時應免於恐懼。[25]
  - 特首梁振英宣佈委任高院原訟庭法官陳慶偉以及前申訴專員黎年出任獨立調查委員會主席及成員，委員會的職權範圍包括調查公屋食水含鉛成因，檢討食水安全規管及監察制度，就食水安全向政府提建議。委員會有法定權力取證，可傳召證人，預計9個月完成報告。[26]
- 8月15日，在日本投降70週年之際，包括香港索償協會在內的多個團體到日本駐港總領事館請願，提出包括兌回日本軍用手票等多項訴求，並要求總領事館接收請願信，但總領事館只收下了索償協會的信件[27]。

## 8月18日
泰國曼谷四面佛對開發生炸彈爆炸，兩個香港人死亡。保安局向曼谷發出紅色旅遊警示，呼籲旅客如非必要避免前往；泰國其他地方則維持黃色警示。旅遊業議會召開緊急會議後，決定即時取消八月底前出發的曼谷團。

## 8月19日

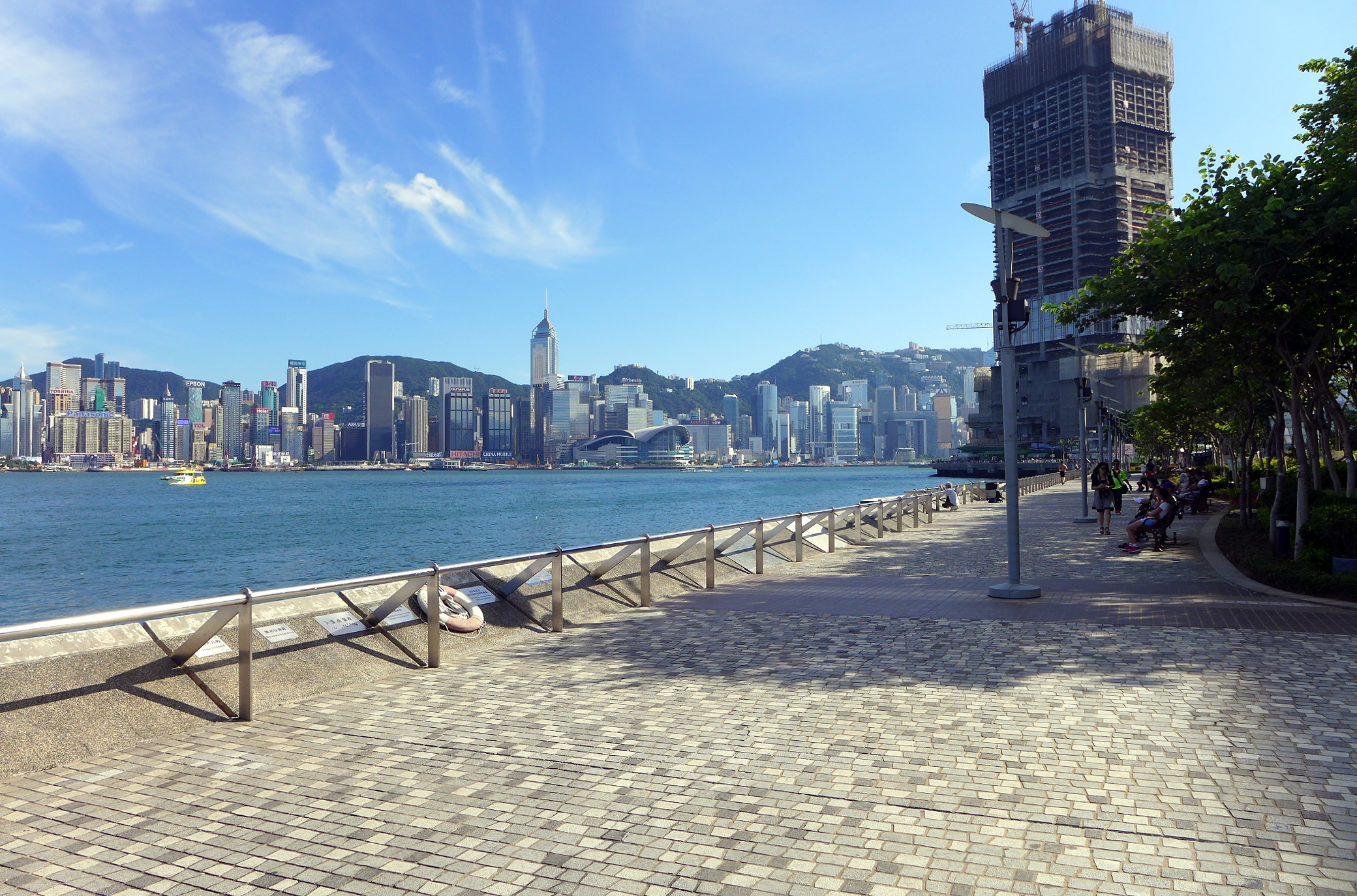
尖沙咀海濱花園將由新世界發展管理

- - 曾任職國泰君安董事的陳文深涉嫌謀殺情婦案，經大半個月審訊，陪審團退庭商議僅兩小時則一致裁定他謀殺罪成，依例判終身監禁，成為開埠以來首宗「無屍體、無法證、無招認」入罪的謀殺案。法官指若非得淘大花園完善閉路電視系統及警方調查，被告或逍遙法外。據悉被告將提出上訴。[29]
  - 退休政府規劃師薛國強早前向城規會申請取消中環至金鐘電車路軌，聲稱可紓緩中環交通擠塞問題。薛國強認為港鐵港島綫西延通車已取代電車，電車應結束歷史任務，不應「抱殘守缺」。民間團體成立一人一信捍衞電車大聯盟反擊，號召市民聯署反對規劃申請。政府發言人澄清，當局未有提出，也未有委託顧問提出取消電車，強調港府的電車政策無改變。[30]
  - 康文署與新世界發展共同向城規會申請，活化及擴建尖沙咀海濱花園及星光大道，擴建後會由給新世界發展管理至2035年，康文署解釋指由於新世界有營運星光大道的經驗，亦可以減少政府財政支出。有團體不滿過程無公開招標，質疑有利益輸送之嫌，不排除提出司法覆核[31]。8月21日，城規會通過有關申請，但加入十項附加條款，包括其中一段行人通道要維持原有闊度，又建議縮短工程所需三年關閉期的時間。計劃獲批後，新世界會得到20年管理合約，並成立一個非牟利機構統一管理，項目如有盈餘會全數撥歸政府。[32]

## 8月20日

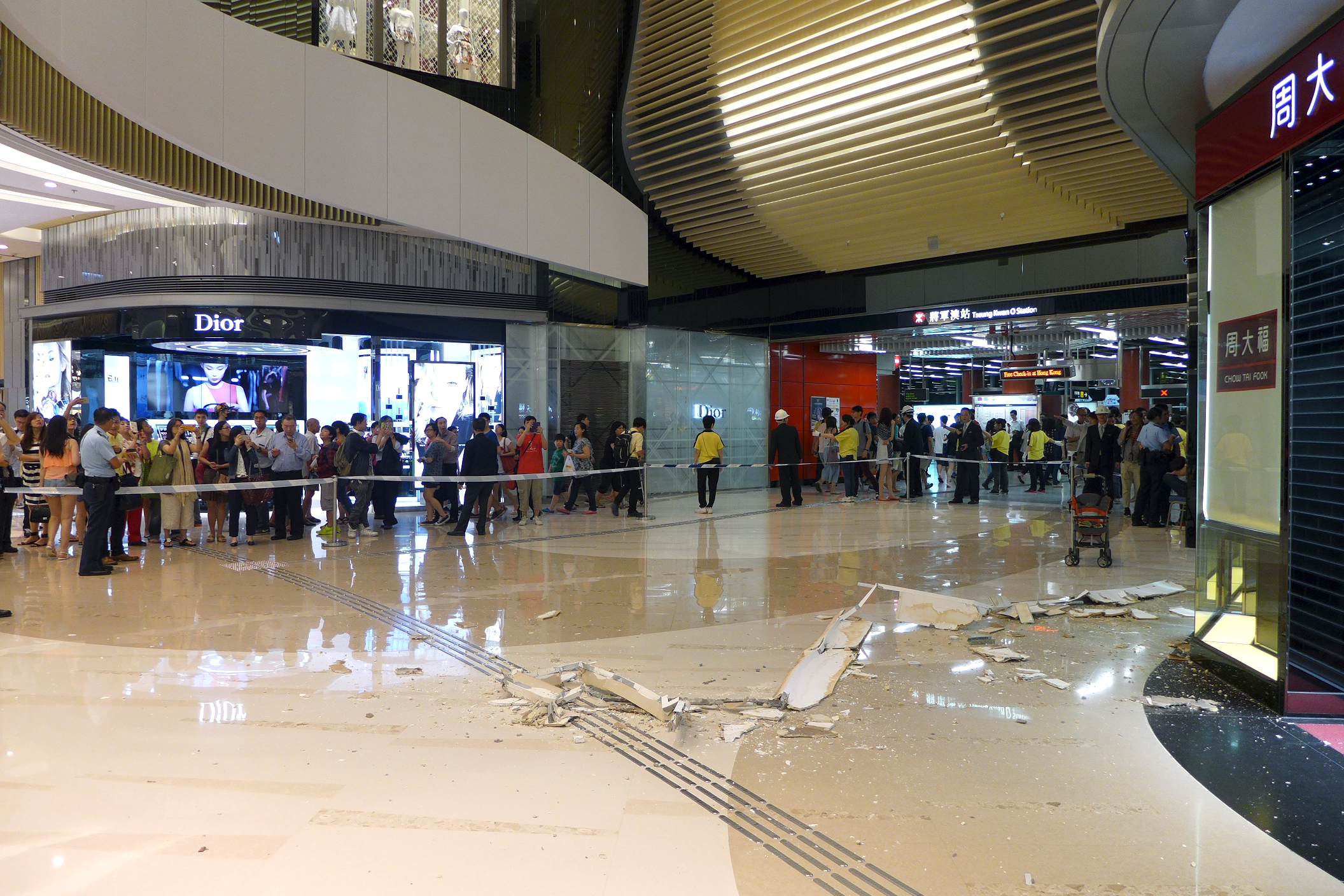
將軍澳PopCorn商場近將軍澳站C出口，有假天花塌下，商場保安及警察為防再有假天花塌下，封鎖現場調查

- - 已故亞洲電視前主席邱德根之子邱達昌牽頭成立的永升（亞洲）宣佈，將投資逾41億元開台，會透過亞視的數碼頻譜提供粵語、英語及體育3條頻道。主席邱達昌表示，新聞部會保持獨立自主，但強調不會對抗中國，又邀請王維基合作製作節目。[33]
  - 將軍澳PopCorn商場近將軍澳站C出口，傍晚6時許有假天花塌下，一名年約2歲的小童，前額被碎片擊中受傷送院。港鐵發言人表示職員已到醫院探望傷者，對今次事件表示歉意，商場職員已圍封事故範圍，並檢查商場所有假天花。 [34]

## 8月23日
- - 清晨近6時，黃大仙天馬苑駿昇閣15樓發生火警，單位起火後火勢非常猛烈，全屋陷入一片火海，窗花也燒爛，5名居民及1名消防員不適送院，300多名居民要疏散，消防初步指火警沒可疑。但警方下午發現1名男子倒斃38樓通往天台的梯間，其身上有疑似刀傷，身邊放有鎅刀及利刀，同時發現火勢不尋常地擴散，認為起火原因有可疑，不排除有人縱火，探員正在現場調查。[35]
  - Slide The City在啟德郵輪碼頭一連三日正式開放，主辦單位共賣出1.4萬張門票。不過活動卻劣評如潮，更有參加者於facebook發起活動要求主辦單位回水，又發起一人一信向海關投訴。[36]
  - 網媒端傳媒一名曼谷的攝影記者，在機場安檢時搜出行李有一件避彈衣，被視作武器，因此被扣查。端傳媒已派出攝影主任到曼谷跟進，協助該名攝影同事，並已聘請了律師。[37]

## 8月24日

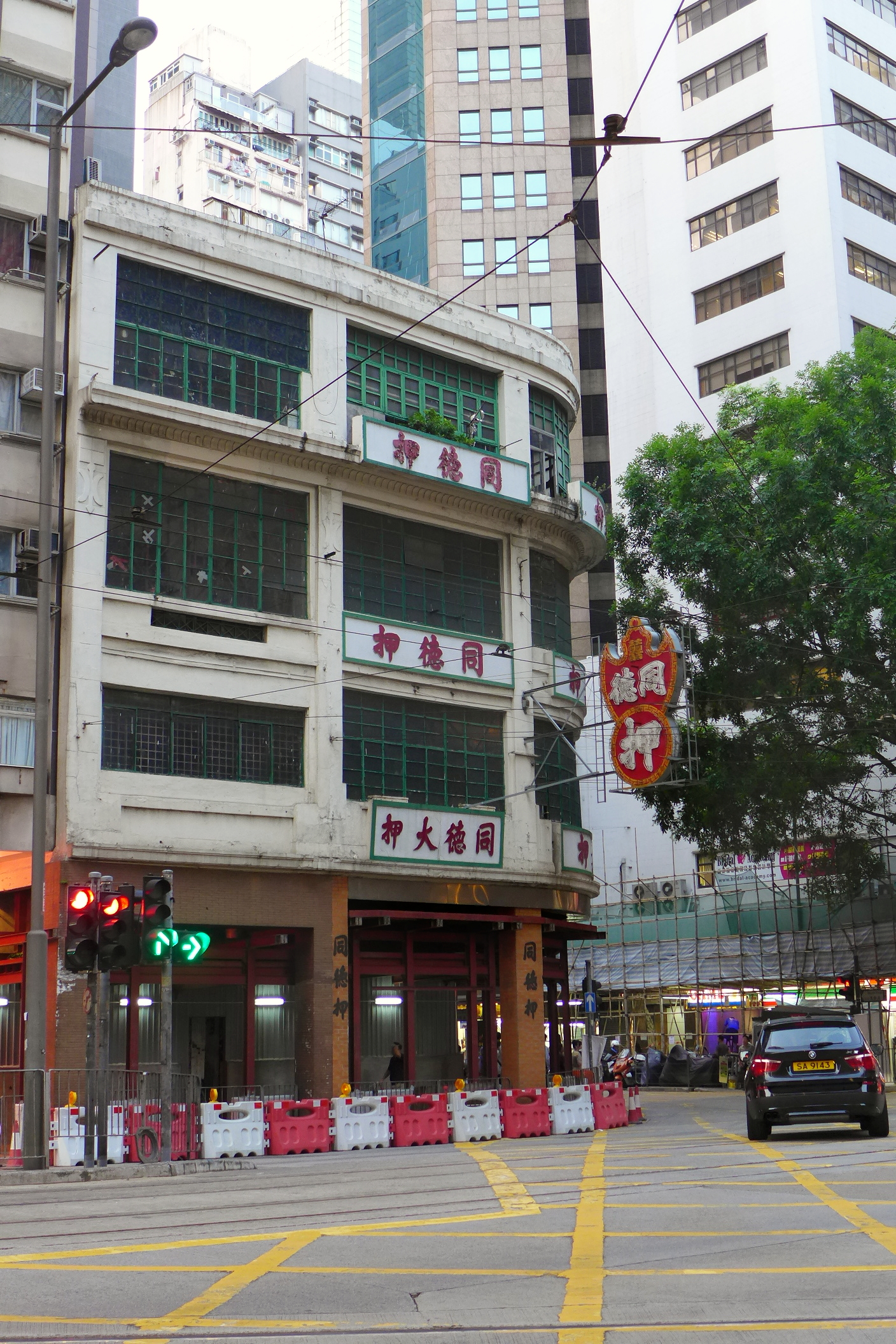
2015年8月，同德押突然開始展開拆卸工程，引起不少市民關注

- - 獲評三級歷史建築的灣仔同德押難逃清拆命運。古諮會屬下的評審小組覆核評級後，維持「原判」，指本港類似建築尚有10餘間，同德押並非如外間所稱般罕有，建築設計亦無新意。[38]

## 8月25日
- - 2014年佔領運動期間，網上傳聞立法會即將審議「網絡23條」，大批示威者深夜衝擊立法會大樓，損毁大樓玻璃門等。4名示威者早前認罪，被判150小時社會服務令。律政司不滿刑罰過輕要求裁判官覆核判刑，改判即時監禁。裁判官昨接納律政司申請，改判其中3人入獄3.5個月，3人獲准保釋等候上訴。裁判官另為19歲被告索取教導所、更生中心及勞教中心報告，將其判刑押後至9月。[39]

## 8月26日
- - 油麻地一名持雙程證的性工作者，凌晨懷疑被嫖客用刀刺死，20歲疑兇其後在觀塘企圖跳海自殺，被警方拘捕。警方初步調查相信，案件並非涉及金錢，犯案動機仍要調查。[40]
  - 東區醫院發生嚴重醫療事故，一名64歲男病人被誤診為肺癌，切除了肺部四分之一肺葉，事後院方始發現，病人其實患上肺結核，並就事件致歉，院方解釋指病人檢測樣本受到另一肺癌病人細胞污染所致，強調事件屬個別個案，又會成立調查委員會徹查，又承諾跟進病人情況及賠償，病人現已出院並接受肺癆治療。[41]
  - 恒地旗下位於北角的香港麗東酒店，下午3時正式停止營運，受影響員工70人，當中50人獲調至另外兩間麗東酒店工作，餘下20人需遣散。事實上，恒地早已計劃把酒店改建成寫字樓，早前已向城規會入則申請，並已獲批。[42]

## 8月27日
- - 民主黨主席劉慧卿承認曾經與國務院港澳辦副主任馮巍會面，反映社會撕裂問題以及對特首梁振英施政不滿。是次會談由基本法委員會副主任梁愛詩鋪路，同行包括有副主席尹兆堅、羅健熙、總幹事林卓廷。有民主黨中常委不滿黨高層「先斬後奏」，未有事先討論。[43]
  - 威爾斯親王醫院發生嚴重醫療事故，院方幫一名死亡病人，移植器官至其他兩名病人後，發現死亡病人的腎有癌細胞，手術即時叫停，院方已經向醫管局呈報，專家評估今次死者的腎癌細胞轉移至身體其他部位的機會率極低，兩名受贈病人受影響的風險亦非常輕微。[44]